# Pupillin
Pupillin là một xã của tỉnh Jura, thuộc vùng Bourgogne-Franche-Comté, miền đông nước Pháp.

## Dân số
Điều tra dân số năm 1999, xã này có dân số là 218.
Ước lượng dân số năm 2004 là 244.